# 568. Volksgrenadier-Division
Die 568. Volksgrenadier-Division war ein Großverband der deutschen Wehrmacht im Zweiten Weltkrieg.

## Geschichte

### Aufstellung
Die Division wurde am 25. August 1944 in der 32. Aufstellungswelle auf dem Truppenübungsplatz Königsbrück (Wehrkreis IV) als Volksgrenadier-Division aufgestellt. 

### Auflösung durch Umbenennung in 256. VGD
Noch in der Aufstellungsphase befindlich, wurde die Division am 17. September 1944 in die noch nicht aufgestellte 256. Volksgrenadier-Division umbenannt. Am 25. September 1944 folgte zur weiteren Aufstellung die Verlegung nach Groningen. Der spätere Einsatz war dann an der Westfront.

## Kommandeur
Es wurde kein Kommandeur ernannt.

## Gliederung
- Grenadier-Regiment 1162 mit zwei Bataillonen, wurde später Grenadier-Regiment 456
- Grenadier-Regiment 1163 mit zwei Bataillonen, wurde später Grenadier-Regiment 476
- Grenadier-Regiment 1164 mit zwei Bataillonen, wurde später Grenadier-Regiment 481
- Artillerie-Regiment 1568 mit vier Abteilungen, wurde später Artillerie-Regiment 256
- Divisions-Einheiten 1568, wurden später Divisions-Einheiten 256